# Antonius de Crock
Antonius de Crock (även kallad Krok, Kock, Cock) var en svensk guldsmed, omtalad 1568–1607.
Antonius de Crock reparerade 1579 kronorna till drottninggravarna i Gustav Vasas gravkor i Uppsala domkyrka. Från 1581 arbetade han för hovet, och utförde tillsammans med Nicolaus Reimers och Erik Olsson Johan III:s begravningsregalier i Uppslaa domkyrka och utförde även arbeten till Karl IX:s kröning 1609 och fick 1603 arbetslön för tolv silvertrumpeter han tillverkat åt hertig Karl. Från 1598 tillhörde han Stockholms guldsmedsämbete. Han kan vara identisk med den "Gamle Antoni guldsmed på Norrmalm" som 1611 reparerade en trumpet. Han kan även vara identisk med den A. Groth vars initialer (A.DG) och bomärke förekommer på Stockholms guldsmedsämbetes välkomna i form av en boraxfass.